# Amara mexicana
Amara mexicana är en skalbaggsart som beskrevs av Pierre François Marie Auguste Dejean. Amara mexicana ingår i släktet Amara och familjen jordlöpare. Inga underarter finns listade i Catalogue of Life.